# Ashoka (association)
Pour les articles homonymes, voir Ashoka.
Ashoka est une organisation internationale, apolitique, non confessionnelle et sans but lucratif fondée en 1980 en Inde par Bill Drayton.

## Objectifs
Sur la base d'une étude réalisée par le cabinet McKinsey en mars 2012, l'organisation souligne le différentiel entre l’argent public investi dans les entreprises d’entrepreneuriat social et les coûts évités pour la collectivité.

## Financement et organisation
Ashoka est financée en totalité par des fonds privés, provenant notamment d'entrepreneurs du monde des affaires.
Pour identifier les entrepreneurs sociaux, Ashoka utilise une approche de capital-risque philanthropique : processus de sélection rigoureux (permettant de s'assurer de la nouveauté de l'idée mise en œuvre et de la qualité entrepreneuriale du candidat) ; soutien financier et professionnel actif pendant 3 ans ; accueil à vie au sein du réseau international Ashoka.
En 2020, l'organisation était présente dans 90 pays et a déjà soutenu près de 4000 entrepreneurs appelés aussi Ashoka Fellows,.

## Programmes d'Ashoka
- Changemakers axé notamment sur les questions de financement[7]
- Youth Venture programme destiné à encourager les moins de 25 ans à lancer une activité à but social ; Jeunes Changemakers est le volet français de ce programme. Il s'ouvre avec le Concours Dream It. Do It., à destination des jeunes de 14 à 22 ans ayant une idée innovante pour changer le monde[8]
- Full Economic Citizenship, partenariats entre des entreprises et des associations pour apporter aux populations les plus pauvres des produits et services adaptés
- Impact mobilité en partenariat avec la MACIF[9]

## Ashoka fellows
- Jasmeen Patheja
- Jeroo Billimoria
- Rob Hopkins
- François Taddei
- Christian de Boisredon
- Paul Duan
- Vicky Colbert
- Manon Barbeau
- Tristan Lecomte
- Grégoire Ahongbonon